# 비보존제약
비보존제약(Vivozon Pharmaceutical Co. Ltd.)는 대한민국의 기업이다. 본사는 경기도 화성시 향남읍 제약공단2길 34-40에 위치해 있으며 대표이사는 장부환이다.
발광 다이오드(LED) 사업과 화장품 사업을 정리하고 의약품 사업에 집중하고 있다 2023년 7년만에 흑자전환을 이뤄냈다

## 제품
비마약성 진통제 ‘오피란제린’의 상업화를 준비 중이다.

## 자회사
- 비보존[4]

## 논란
2024년 식품의약품안전처가 회사의 ‘제이록솔시럽’에 대해 제조업무정지 3개월 15일 행정처분을 명령했다.

## 사고
회사 공장 변전실에서 감전 사고가 발생해 50대 협력업체 작업자 A씨가 부상을 당하여 병원으로 옮겨져 치료를 받았으나 끝내 사망하였다

## 역사
2020년 이니스트바이오제약을 인수하고 2022년 비보존 헬스케어와의 합병하였다

## 참고문헌
1. ↑  문수연, 비보존제약, 알츠하이머 치매 치료제 출시, 데일리메디, 2024.06.03
2. ↑  흑자전환에도 웃지 못하는 비보존제약…유동성 악화·품질관리 부실 악재에 ‘발목’, 더퍼블릭, 2024.05.07
3. ↑  이영기, 비보존제약, 7년 만에 흑자전환...올해는 '유동성' 주목, 뉴스핌, 2024년 4월 15일
4. ↑  한국IR협의회 기업리서치센터-비보존, 2024.07.04
5. ↑  비보존제약, 또 ‘약사법 위반’ 제조업무정지, 오늘의 MD, 2024-04-30
6. ↑  김동주, 비보존제약 향남 공장서 감전 사고···50대 작업자 사망, 메디컬투데이, 2024-04-02
7. ↑  최홍기, 비보존제약, 계속되는 잡음에 '진땀', 딜사이트, 2023.10.04